# Solo für Weiss – Es ist nicht vorbei
Solo für Weiss – Es ist nicht vorbei ist ein deutscher Kriminalfilm von Judith Kennel aus dem Jahr 2018. Es handelt sich um den dritten Fall innerhalb der ZDF-Filmreihe Solo für Weiss, in der Anna Maria Mühe die beim LKA angestellte Zielfahnderin Nora Weiss spielt. Neben Jan Krauter und Peter Jordan, die Kollegen von Weiss’ spielen und Rainer Bock in der Rolle ihres Vaters, sowie Natalia Rudziewicz als Mutter ihres Patenkindes, sind die Haupt-Gaststars dieser Folge André M. Hennicke, Jörg Pose, Katharina Müller-Elmau, Lina Wendel und Lisa Bitter.

## Handlung
Nach einem gelungenen Einsatz werden LKA-Zielfahnderin Nora Weiss und Jan Geissler von der bayerischen Landtagsabgeordneten Monika Landau aufgesucht, die zurzeit mit ihrer Familie in Heiligenhafen Urlaub macht. Ihr Mann Patrick ist von seinem abendlichen Segelausflug nicht zurückgekehrt. Wenig später bewahrheitet sich das Schlimmste: Patrick Landau wird tot am Ufer gefunden, während seine Segelyacht ziellos auf dem Meer treibt. Schnell wird klar, dass es kein Selbstmord war, wie zunächst vermutet wurde. Weiss und ihr Kollege Simon Brandt ermitteln in dem Fall und finden heraus, dass der Tote über Jahre hinweg eine falsche Identität angenommen hatte, was nicht einmal seine Frau wusste. Die Überprüfung seiner letzten Fahrziele bringt die Ermittler bis nach Güstrow, wo sich Landau mit einem Maik Wosniak getroffen hatte. 
Als sie den Mann befragen wollen, entzieht sich dieser durch Flucht. Die Recherche über Wosniak bringt zutage, dass er in der DDR wegen versuchter Republikflucht fünf Jahre im Gefängnis gesessen hatte und früher mit einer Sibylle Böwe befreundet war, die jetzt in Lübeck wohnt. In der Hoffnung, dass sich Wosniak hier versteckt hält, suchen Weiss und Brandt die Frau auf. Von ihr erfahren sie, dass auch Patrick Landau zu ihrer Freundesgruppe zählte, der damals noch Hanisch hieß und im Gegensatz zu Wosniak erfolgreich in den Westen fliehen konnte, wo er aus Sicherheitsgründen seinen Namen geändert habe. Nach Sibylle Böwes Aussage sei Wosniak davon überzeugt gewesen, dass sein Freund Patrick ihn verraten habe. Für Weiss ergibt sich daraus ein massives Tatmotiv. Allerdings wird sie von dem Fall abgezogen, da Kollegen aus Bayern die Ermittlungen weiterführen sollen. Trotzdem bleibt sie unter Mithilfe ihres Kollegen Brandt weiter heimlich aktiv und findet heraus, dass nicht Patrick Landau die Fluchtpläne verraten hatte, sondern ein „IM Andreas“.
Weiss hält Rücksprache mit ihrem Vater, da dieser früher als Fluchthelfer gearbeitet hatte und die Vorgänge um Wosniak und seinen Freund Patrick damals kannte. Sie befürchtet, dass ihr eigener Vater dieser „IM Andreas“ sein könnte und spricht ihn konkret darauf an, erhält aber keine befriedigende Antwort. So befasst sich Weiss noch einmal mit Sibylle Böwe und findet so die Spur zu dem Kommunalpolitiker Jonas Naumann. Diesen hatte Patrick Landau vor kurzem zufällig bei einem Empfang getroffen und sofort wiedererkannt. Denn auch Naumann gehörte zu seinem Bekanntenkreis in der DDR und hatte von den Fluchtplänen erfahren und nur er konnte der Verräter „IM Andreas“ sein. Darüber hatte Landau dann auch mit Wosniak gesprochen, sodass Weiss befürchtet, dass dieser sich nun an Naumann für den damaligen Verrat rächen könnte. Trotz polizeilicher Überwachung gelingt es Wosniak Naumann in seine Gewalt zu bringen. Er bringt Naumann dazu ein Geständnis abzulegen und ruft dabei heimlich Nora Weiss an, sodass sie das Gespräch mit anhören kann. So gesteht Naumann auch den Mord an Patrick Landau, den er im Streit über Bord geworfen hatte, weil dieser ihn zwingen wollte seine Stasi-Vergangenheit öffentlich zu machen. Als Naumann sich überführt sieht, will er sich erschießen, kann aber von Brandt daran gehindert werden und wird festgenommen.

## Rezeption

### Einschaltquote
Bei der Erstausstrahlung von Solo für Weiss – Es ist nicht vorbei als Fernsehfilm der Woche am 5. März 2018 im ZDF wurde der Film in Deutschland von insgesamt 7,25 Millionen Zuschauern gesehen und erreichte einen Marktanteil von 22,2 Prozent.

### Kritik
Tilmann P. Gangloff kritisierte für die Frankfurter Rundschau und schrieb: „Der dritte Film mit Anna Maria Mühe als Zielfahnderin erreicht nicht mehr die Intensität des Auftakts, erzählt aber eine dennoch fesselnde Geschichte, die in die DDR zurückreicht.“ „Gegenstück zu den großen Gefühlen des Films, der im Hintergrund auch eine sich erst mit dem letzten Satz offenbarende Liebesgeschichte erzählt, sind die seltenen unverhofft komischen Augenblicke.“
Harald Keller bewertete den Film für tittelbach.tv und meinte: „Wohl kaum eine Ermittlerfigur im deutschen Fernsehen bekommt vom Drehbuchautor so wenig Text wie die norddeutsche LKA-Beamtin Nora Weiss. Wortkarg & zielbewusst geht sie ihren Weg.“ Trotz der interessanten Story ist Solo für Weiss – Es ist nicht vorbei „Leider zu sehr auf Fremdenverkehrswerbung getrimmt, um vollends überzeugen zu können.“
In der Frankfurter Neuen Presse schrieb Ulrich Feld: „Die Kriminalgeschichte zeigt sich in einigen polizeilichen Details nicht besonders glaubwürdig, aber zumindest phasenweise mit einiger Dynamik erzählt. Wobei es auch landschaftlich wie stadtlandschaftlich was zu sehen gibt. Die Machenschaften der Stasi, potentiell durchaus ein spannendes Handlungselement, kommen aber nur vereinzelt zur Geltung. Aus André M. Hennicke als Maik Wosniak und auch Rainer Bock als Stasi-verdächtiger Vater von Nora Weiss wäre mehr herauszuholen gewesen.“
Julian Miller von quotenmeter.de kam zu dem Urteil: „Seilschaften aus alten DDR-Zeiten und kuriose Morddrohungen prägen den neuen Fall von Nora Weiss: Reichlich unnützes Füllmaterial verhindert jedoch, dass daraus ein guter Krimi wird.“ „Die Prioritäten liegen in [leider] auf etwas ganz anderem: auf fernsehfilmhafter Beliebigkeit und anerzählten kleineren Konflikten, die wenig spezifisches Interesse wecken können.“